# 十字キー

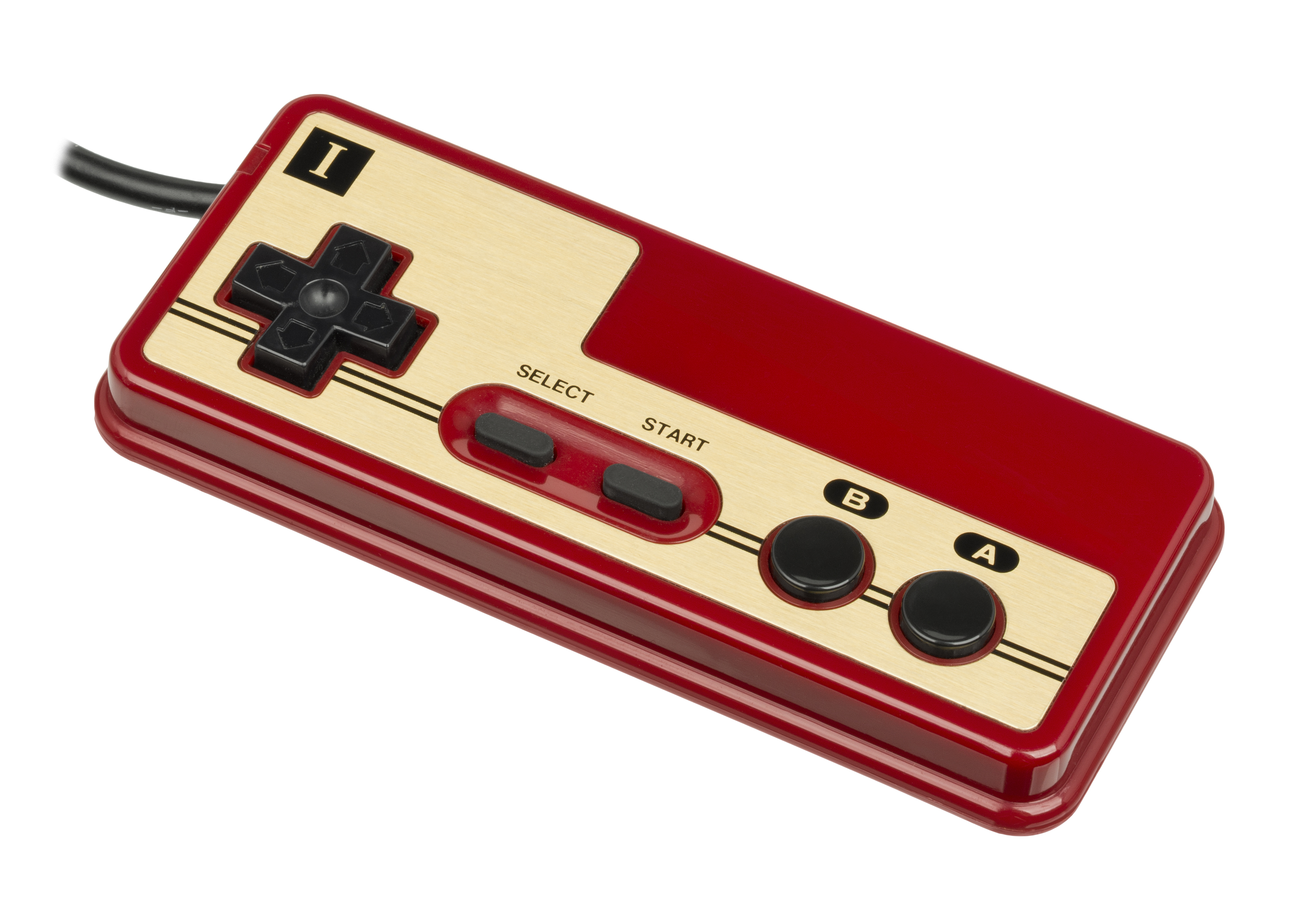
ファミリーコンピュータ（任天堂）のコントローラ（コントローラーI）。一番左にあるのが十字キー。

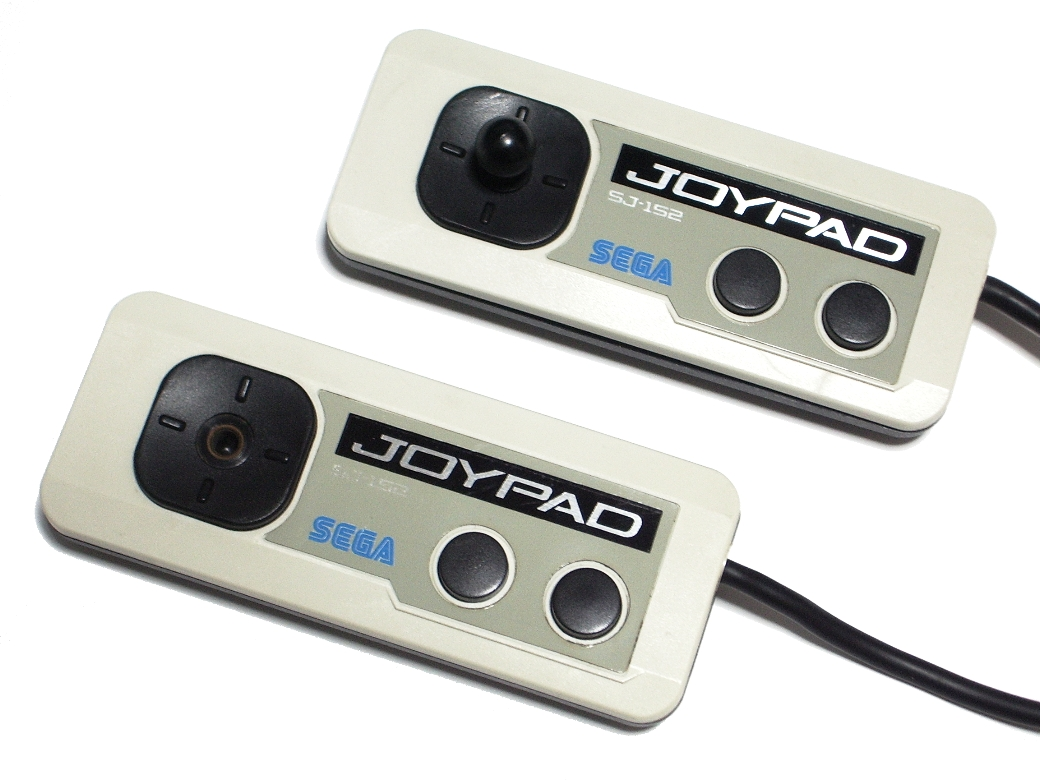
SG-1000II、オセロマルチビジョン、セガ・マークIII、マスターシステムのジョイパッド（セガ・エンタープライゼス、ツクダオリジナル）。レバー（つまみ）が取り外し可能な8方向ボタンを用いている。

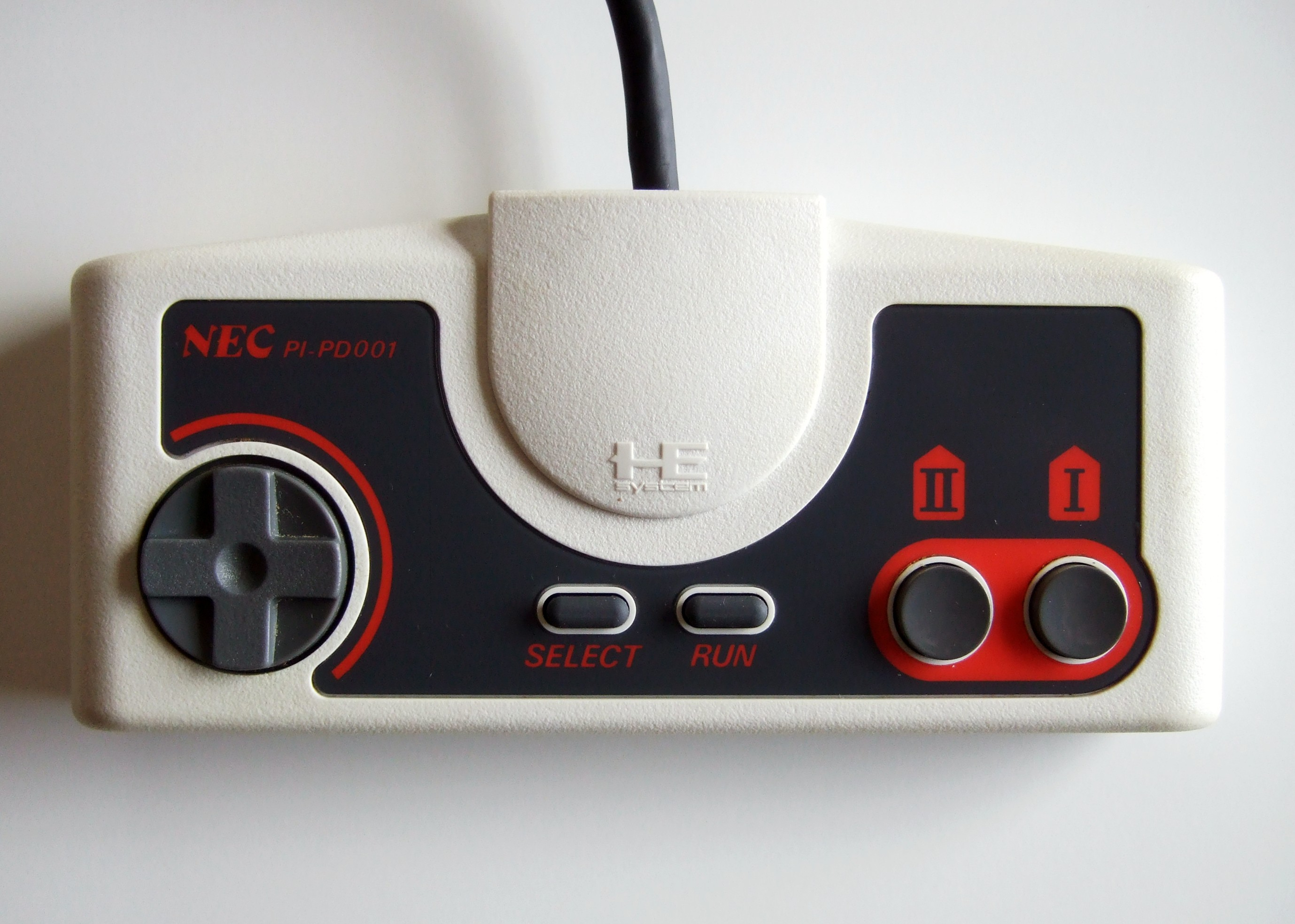
PCエンジン（NECホームエレクトロニクス）の初期型コントローラー。

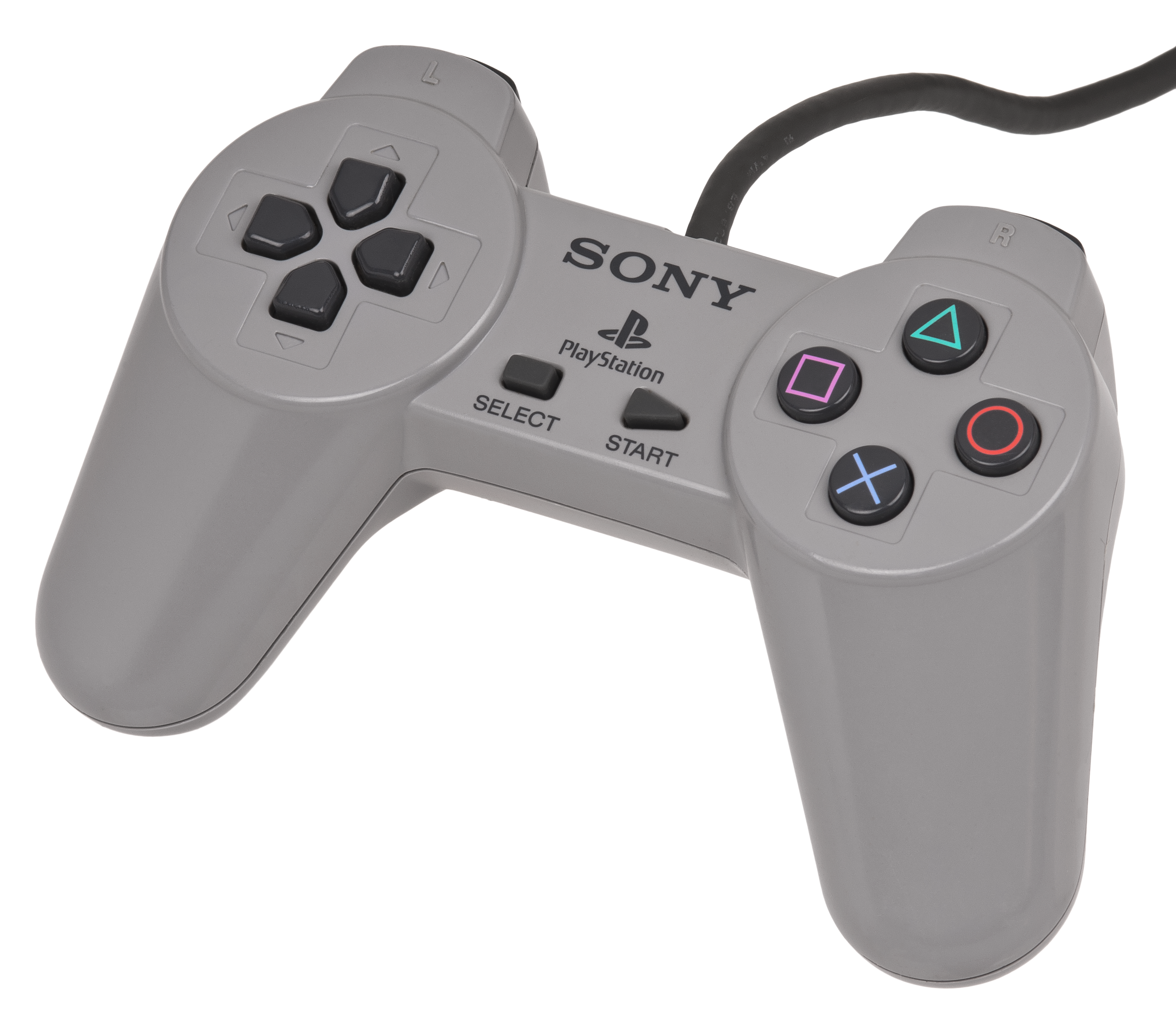
PlayStation（ソニー・コンピュータエンタテインメント）の初期のコントローラー。

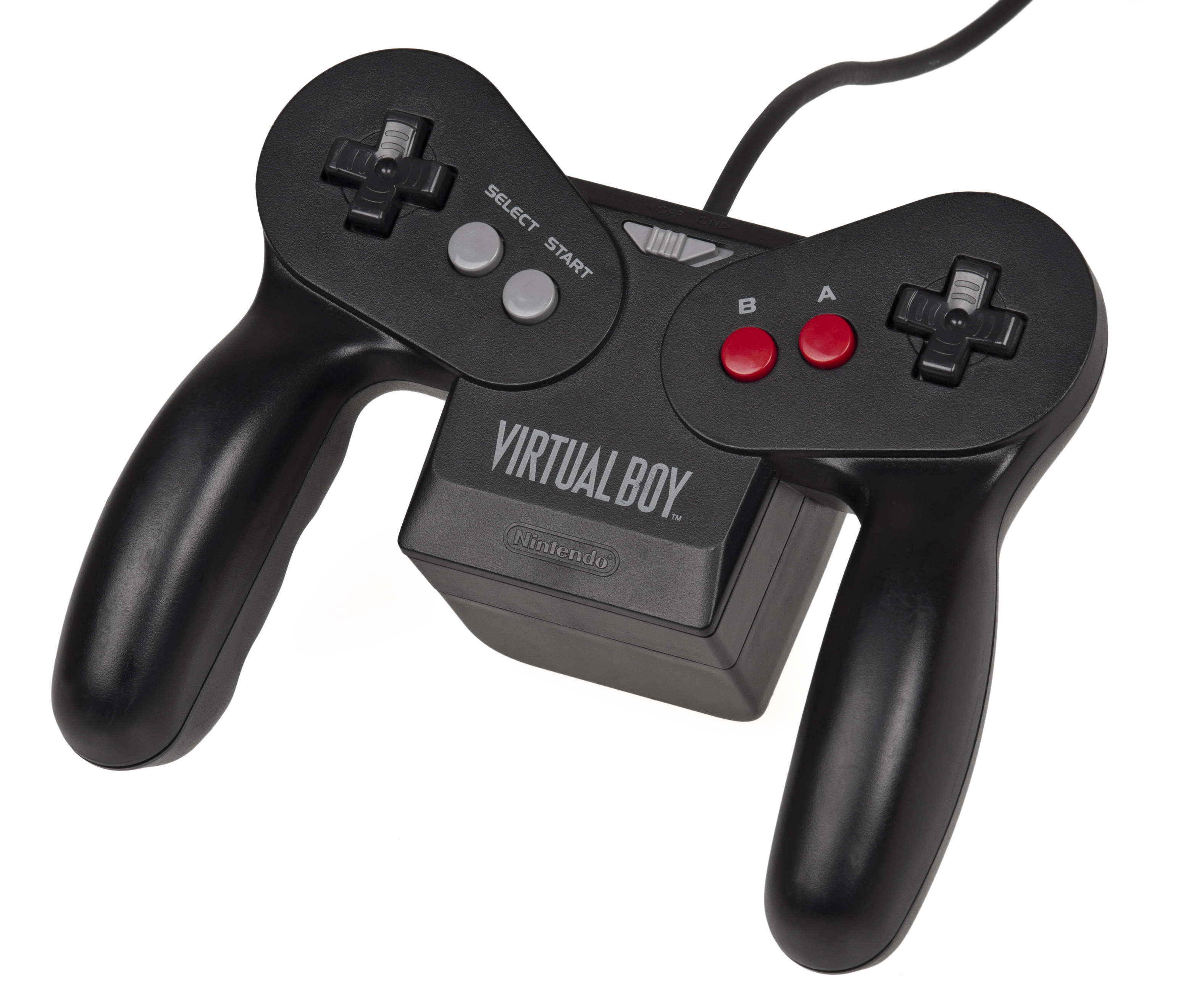
十字キーボタンを2つ搭載したバーチャルボーイのコントローラー。

十字キー（じゅうじキー）は、主にゲーム機のコントローラや携帯電話、リモコンなどで使用される、コンピューターやゲーム内におけるカーソルや、プレイヤーが操作するキャラクターの移動に使われるキーやボタンの総称である。

## 概要
コンピュータにおける方向キーと同じ働きをするものであるが、上下左右に配置された4つのスイッチの上を十文字のカバーが覆っている。十字の中心には支点があり、カバーがシーソーのように動くことで、上と下または左と右のスイッチが同時に押せないようになっている。十字キーを斜めに押すことで上と右、下と左のように隣り合う2つのスイッチを同時に押せるようになっており、これにより8方向の入力が可能になっている。基本的に親指で操作する。

## 名称
任天堂としての公式名称は十字ボタンである。主にAV仕様ファミリーコンピュータやニンテンドー ゲームキューブ、ゲームボーイミクロ、ニンテンドー3DSなど、近年の任天堂ゲーム機の取扱説明書 などでは、「十字ボタン」と呼んでいる。
任天堂以外のメーカーでは「十字キー」、「方向キー」、「方向パッド」 などの名称を用いている。
英語圏では「directional pad」（方向パッド）を略して「D-pad」（Dパッド）や、「control pad」（コントロール・パッド）と呼ばれる。

## 歴史

### 前史
十字キーの前身となるものは、アーケードゲーム（例えばUPLのブロッケード（1976年） やSNKのヴァンガード（1981年） など）で使われた4つの方向ボタンだった。家庭用テレビゲーム機で十字キーの前身となるものは、マテルが1980年に発売したインテレビジョンによって初めて使用された。インテレビジョンの特徴的なコントローラーは、家庭用ゲーム機では初めてジョイスティックに代わる方向キーを採用したもので、円形のパッドを親指で押すことで、16方向の入力が可能であった。短命に終わったエンテックスのセレクト・ア・ゲームは、（十字キーのようには繋がっていない）上下左右の方向ボタンが特徴的であった。同様の方向ボタンは、アタリ2600の前身で発売されなかったアタリ・ゲームブレインや、VideoMaster Star Chess gameのような初期の専用ゲーム機のいくつかで使用された。
ミルトン・ブラッドリー・カンパニーの携帯型ゲーム機、Microvision用のソフトとして1981年に発売された"Cosmic Hunter"では、十字キーに類似したコントローラを使用していた。このゲームでは、スクリーン上のキャラクターを、親指で4方向のうちの1つのボタンを押して操作した。

### 任天堂の「十字ボタン」登場以降
十字キーは、任天堂在籍の開発者横井軍平によって、1982年発売のゲーム&ウオッチ『ドンキーコング』のために開発されたもので、同社の澤野貴夫により提案された。それ以前と同様の分離した方向ボタンを採用したゲーム&ウオッチのタイトル（その中には『スーパーマリオブラザーズ』も含む）も当分の間は発売されたが、十字キーを採用したタイトルの方に人気が出た。任天堂は十字キーの実用新案権を取得し、技術・工学エミー賞を受賞した。1984年、エポック社は携帯型ゲーム機「ゲームポケコン」を発売した。それは十字キーを特徴としていたが、人気が出ず短期間で市場から姿を消した。
コンパクトながら親指だけで4方向にキーを押す感覚が伝わる画期的な操作性は、携帯型ゲーム機だけでなく据え置き型ゲーム機にも適切であると任天堂は判断し、ファミリーコンピュータなどの家庭用ゲーム機にも十字キーが装備された。その後、任天堂以外の会社のものも含めて、主要なテレビゲーム機には十字キーが装備された。PlayStationの十字ボタンは表面から見た場合に部品が繋がっていないが、内部は一つのパーツで構成されているため3つ以上の同時押しを想定した仕様ではなく、マイクロソフトも初代Xboxから3つ押しを想定しない十字ボタンを搭載した。しかし、アーケードゲームでは主としてジョイスティックが使用されている。
最新のゲーム機では、十字キーの他に親指で操作するアナログスティックがついているものもある。アナログスティックはNINTENDO 64で初めて採用されたもので、ゲームによってはどちらかだけで操作した方が良い場合もある。アナログスティックを使うゲームの多くでは、十字キーは方向指示以外の用途で使われる。例としてWiiの『スーパーマリオギャラクシー』では、移動操作はヌンチャクのコントロールスティックを用い、Wiiリモコンの十字ボタンは視点切り替えに使われる。
基本的には一つの機器に一つであるが、例外で任天堂のバーチャルボーイのコントローラーはこれを唯一2つ装備しており、ゲームによって両方または片方を使う。
任天堂ではファミコン以降のハードに十字ボタンを伝統的に採用し続けているが、Nintendo Switch・Nintendo Switch 2に付属されているコントローラーであるJoy-Con・Joy-Con 2については左右独立で操作できるよう十字ボタンではなく方向ボタンが搭載されている。

## ゲーム機以外での利用
十字キーは、メニューから動作を選択する方式の装置で単純な操作用のボタンとしても使われる。それはゲーム機の十字キーに似ているが、ゲーム機のようなリアルタイムの操作のために最適化する必要はなく、また、ゲーム機のように斜めの方向を指示することはできない。多くの場合、十字キーの中央に「決定」「OK」などと書かれたメニューを実行するためのボタンがついている。十字キーではなく、上下・左右の1軸方向の2つのボタンがついているものもある。

## 実用新案権
十字キーについては、1982年に任天堂が実用新案権登録出願を行い、1992年に「方向性スイッチ」という名称で実用新案権を取得している（出願番号：実願昭57-57437、公開番号：実開昭58-159132、公告番号：実公平3-13951、登録番号：実用新案登録1889504号）。ただし、これは十字キーそのものについての包括的な権利ではなく、特定の構造の十字キーについてのものである。このため、他のメーカーはこの実用新案権を侵害しないように、任天堂とは構造の異なる十字キーを採用する場合が多かった。そのため、登録されている実用新案権の数が多い（「十字キー」検索一覧より）。なお、当時の実用新案権の存続期間は出願から12年間（または出願公告から10年のうちの短い方）であったため、この権利は1994年に消滅している。